# Castrillo de Villavega
Castrillo de Villavega és un municipi de la província de Palència a la comunitat autònoma de Castella i Lleó (Espanya). És proper a Carrión de los Condes, Osorno i Saldaña. Inclou la pedania de Villavega de Castrillo.

## Demografia
| 1991 | 1996 | 2001 | 2004 |
| ---- | ---- | ---- | ---- |
| 340  | 329  | 282  | 255  |